# Монако на зимних Олимпийских играх 2022
Монако на зимних Олимпийских играх 2022 года будет представлено 3 спортсменами в 2 видах спорта. На церемонии открытия Игр право нести национальный флаг было доверено горнолыжнику Арно Алессандрии

## Состав сборной
Бобслей
1. Борис Вайн
2. Руди Ринальди

 Горнолыжный спорт
1. Арно Алессандрия

## Результаты соревнований

### Бобслей

#### Бобслей
Квалификация спортсменов для участия в Олимпийских играх осуществлялась на основании рейтинга IBSF (англ. IBSF Ranking) по состоянию на 16 января 2022 года. По его результатам сборная Монако стала обладателем олимпийской квоты в двойках у мужчин.
Мужчины
| Соревнование | Спортсмены               | 1 заезд   | 1 заезд | 2 заезд   | 2 заезд | 3 заезд   | 3 заезд | 4 заезд   | 4 заезд | Итоговый результат | Итоговое место | Отставание |
| Соревнование | Спортсмены               | Результат | Место   | Результат | Место   | Результат | Место   | Результат | Место   | Итоговый результат | Итоговое место | Отставание |
| ------------ | ------------------------ | --------- | ------- | --------- | ------- | --------- | ------- | --------- | ------- | ------------------ | -------------- | ---------- |
| двойки       | Руди Ринальди Борис Вайн |           |         |           |         |           |         |           |         |                    |                |            |

### Лыжные виды спорта

#### Горнолыжный спорт
Квалификация спортсменов для участия в Олимпийских играх осуществлялась на основании специального квалификационного рейтинга FIS по состоянию на 16 января 2022 года. При этом НОК для участия в Олимпийских играх мог выбрать только того спортсмена, который вошёл в топ-500 олимпийского рейтинга в своей дисциплине, и при этом имел определённое количество очков, согласно квалификационной таблице. Страны, не имеющие участников в числе 500 сильнейших спортсменов, могли претендовать только на квоты категории «B» в технических дисциплинах. По итогам квалификационного отбора сборная Монако завоевала одну олимпийскую лицензию.
Мужчины
| Соревнование     | Спортсмены       | Скоростной спуск/ 1 спуск | Скоростной спуск/ 1 спуск | Слалом/ 2 спуск | Слалом/ 2 спуск | Всего   | Место | Отставание |
| Соревнование     | Спортсмены       | Время                     | Место                     | Время           | Место           | Всего   | Место | Отставание |
| ---------------- | ---------------- | ------------------------- | ------------------------- | --------------- | --------------- | ------- | ----- | ---------- |
| скоростной спуск | Арно Алессандрия | Не проводится             | Не проводится             | Не проводится   | Не проводится   | 1:24,68 | 29    |            |
| супергигант      | Арно Алессандрия | Не проводится             | Не проводится             | Не проводится   | Не проводится   | 1:24,68 | 31    | +4,74      |
| комбинация       | Арно Алессандрия | 1:45,79                   | 15                        | 58,41           | 16              | 2:44,20 | 13    |            |